# Merv Moy
Mervyn Charles Moy, detto Merv (Sydney, 19 aprile 1930 – ...), è stato un cestista australiano.

## Carriera
Con l'Australia ha disputato le Olimpiadi del 1956, segnando 18 punti in 7 partite.